# La fin du règne animal
La fin du règne animal è un film del 2003 diretto da Joël Brisse.

## Riconoscimenti
- Torino Film Festival
  - Miglior film